# Grażyna Bacewicz: Complete String Quartets. Volume 1
Grażyna Bacewicz: Complete String Quartets. Vol. 1 – album współczesnej muzyki kameralnej polskiego kwartetu smyczkowego Lutosławski Quartet, wydany 10 lipca 2015 przez Naxos (nr kat. 8572806). Uzyskał nominację do Fryderyka 2016 w kategorii Najlepszy Album Polski Za Granicą.

## Lista utworów

### String Quartet No. 6
- 1. 		I. Andante – Vivo 00:07:06
- 2. 		II. Vivace 00:03:42
- 3. 		III. Grave 00:03:46
- 4. 		IV. dotted quarter note = 114 00:03:05

### String Quartet No. 1
- 5. 		I. Moderato – Più mosso 00:06:12
- 6. 		II. Tema con variazioni 00:06:33
- 7. 		III. Vivo 00:04:12

### String Quartet No. 3
- 8. 		I. Allegro ma non troppo 00:06:30
- 9. 		II. Andante 00:06:26
- 10. 		III. Vivo 00:05:55

### String Quartet No. 7
- 11. 		I. Allegro 00:06:05
- 12. 		II. Grave 00:06:20
- 13. 		III. Con vivezza 00:05:12